# IMSA Sportscar Championship
IMSA Sportscar Championship, tidigare IMSA Weathertech Sportscar Championship är ett nordamerikanskt bilsportsmästerskap inom sportvagnsracing som startades 2014 av International Motor Sports Association som United Sportscar Championship.
Mästerskapet skapades efter en sammanslagning av de konkurrerande racingserierna Rolex Sports Car Series och American Le Mans Series. Tävlingarna körs med fyra klasser av sportvagnsprototyper och GT-bilar.
Hösten 2015 tecknade ett IMSA ett 10 årigt sponsoravtal med biltillbehörstillverkaren Weathertech gällande namnrättigheterna. Avtalet innebar att serien bytte namn till Weathertech Sportscar Championship.

## Mästare
| Säsong          | Prototype Förare                  | PC Förare                                   | GT Le Mans Förare             | GT Daytona Förare                   |
| Säsong          | Prototype Team                    | PC Team                                     | GT Le Mans Team               | GT Daytona Team                     |
| Säsong          | Prototype Tillverkare             |                                             | GT Le Mans Tillverkare        | GT Daytona Tillverkare              |
| --------------- | --------------------------------- | ------------------------------------------- | ----------------------------- | ----------------------------------- |
| 2014            | João Barbosa Christian Fittipaldi | Jon Bennett Colin Braun                     | Kuno Wittmer                  | Dane Cameron                        |
| 2014            | Action Express Racing             | CORE Autosport                              | SRT Motorsports               | Turner Motorsport                   |
| 2014            | Chevrolet                         |                                             | Porsche                       | Porsche                             |
| 2015            | João Barbosa Christian Fittipaldi | Jon Bennett Colin Braun                     | Patrick Pilet                 | Townsend Bell Bill Sweedler         |
| 2015            | Action Express Racing             | CORE Autosport                              | Porsche North America         | Scuderia Corsa                      |
| 2015            | Chevrolet                         |                                             | Porsche                       | Ferrari                             |
| 2016            | Dane Cameron Eric Curran          | Alex Popow Renger van der Zande             | Oliver Gavin Tommy Milner     | Alessandro Balzan Christina Nielsen |
| 2016            | Action Express Racing             | Starworks Motorsport                        | Corvette Racing               | Scuderia Corsa                      |
| 2016            | Chevrolet                         |                                             | Chevrolet                     | Audi                                |
| 2017            | Jordan Taylor Ricky Taylor        | James French Pato O'Ward                    | Antonio García Jan Magnussen  | Alessandro Balzan Christina Nielsen |
| 2017            | Konica Minolta Cadillac DPI       | Performance Tech Motorsport                 | Corvette Racing               | Scuderia Corsa                      |
| 2017            | Cadillac                          |                                             | Chevrolet                     | Ferrari                             |
| 2018            | Eric Curran Felipe Nasr           |                                             | Antonio García Jan Magnussen  | Bryan Sellers Madison Snow          |
| 2018            | Whelen Engineering Racing         |                                             | Corvette Racing               | Paul Miller Racing                  |
| 2018            | Cadillac                          |                                             | Ford                          | Lamborghini                         |
|                 | DPi Förare                        | LMP Förare                                  | GT Le Mans Förare             | GT Daytona Förare                   |
| DPi Team        | LMP Team                          | GT Le Mans Team                             | GT Daytona Team               |                                     |
| DPi Tillverkare |                                   | GT Le Mans Tillverkare                      | GT Daytona Tillverkare        |                                     |
| 2019            | Dane Cameron Juan Pablo Montoya   | Matt McMurry                                | Earl Bamber Laurens Vanthoor  | Mario Farnbacher Trent Hindman      |
| 2019            | Acura Team Penske                 | PR1/Mathiasen Motorsports                   | Porsche GT Team               | Meyer-Shank Racing                  |
| 2019            | Acura                             |                                             | Porsche                       | Lamborghini                         |
| 2020            | Hélio Castroneves Ricky Taylor    | Patrick Kelly                               | Antonio García Jordan Taylor  | Mario Farnbacher Matt McMurry       |
| 2020            | Acura Team Penske                 | PR1/Mathiasen Motorsports                   | Corvette Racing               | Meyer-Shank Racing                  |
| 2020            | Acura                             |                                             | Chevrolet                     | Acura                               |
| 2021            | Pipo Derani Felipe Nasr           | Mikkel Jensen Ben Keating                   | Antonio García Jordan Taylor  | Zach Robichon Laurens Vanthoor      |
| 2021            | Whelen Engineering Racing         | PR1/Mathiasen Motorsports                   | Corvette Racing               | Pfaff Motorsports                   |
| 2021            | Cadillac                          |                                             | Chevrolet                     | Porsche                             |
| 2022            | Tom Blomqvist Oliver Jarvis       | John Farano                                 | Matt Campbell Mathieu Jaminet | Roman De Angelis                    |
| 2022            | Meyer Shank Racing                | Tower Motorsport                            | Pfaff Motorsports             | Heart of Racing Team                |
| 2022            | Acura                             |                                             |                               | BMW                                 |
|                 | GTP Förare                        | LMP2 Förare                                 | GTD Pro Förare                | GTD Förare                          |
| GTP Team        | LMP2 Team                         | GTD Pro Team                                | GTD Team                      |                                     |
| GTP Tillverkare |                                   | GTD Pro Tillverkare                         | GTD Tillverkare               |                                     |
| 2023            | Pipo Derani Alexander Sims        | Paul-Loup Chatin Ben Keating                | Ben Barnicoat Jack Hawksworth | Bryan Sellers Madison Snow          |
| 2023            | Whelen Engineering Racing         | PR1/Mathiasen Motorsports                   | Vasser Sullivan Racing        | Paul Miller Racing                  |
| 2023            | Cadillac                          |                                             | Lexus                         | BMW                                 |
| 2024            | Dane Cameron Felipe Nasr          | Nick Boulle Tom Dillmann                    | Laurin Heinrich               | Philip Ellis Russell Ward           |
| 2024            | Porsche Penske Motorsport         | Inter Europol by PR1/ Mathiasen Motorsports | AO Racing                     | Winward Racing                      |
| 2024            | Porsche                           |                                             | Porsche                       | Mercedes-AMG                        |